# La Victime
Pour les articles homonymes, voir Victime (homonymie).
Pour plus de détails, voir Fiche technique et Distribution.
La Victime (titre original : Victim) est un film dramatique britannique réalisé et coproduit par Basil Dearden sur le scénario de Janet Green et John McCormick, avec Dirk Bogarde et Sylvia Syms, sorti en 1961.
Nommé en 1961 pour le Lion d'or à Venise et, en 1962, a remporté deux citations aux BAFTA pour Meilleur acteur pour Dirk Bogarde et pour Meilleur scénario, La Victime reste donc un important document sociologique : le film aurait joué un rôle déterminant dans la libéralisation des mentalités et de la loi britannique.
C'est le premier film britannique qui utilise le terme homosexualité. Ce fut une révolution cette année-là. En Grande-Bretagne, la peine de mort fut appliquée pour liaisons homosexuelles jusqu'en 1836. Dès 1861, ce fait criminel était passible de dix ans de prison dans la période victorienne, comme l'illustre les deux ans d'emprisonnement d'Oscar Wilde. Le Sexual Offences Act voit le jour en 1967, dépénalisant une relation homosexuelle entre hommes âgés de plus de 21 ans. Cette loi ne s'appliquait qu'en Angleterre et dans le Pays de Galles. L'Écosse attendra 1980 et l'Irlande du Nord 1982 pour l'appliquer. En 2000, le Sexual Offences Amendment Act a minoré l'âge à 16 ans.

## Synopsis
Melville Farr (Dirk Bogarde), un avocat londonien réputé et père de famille, mène une vie de couple apparemment heureuse et sans histoire : il va obtenir une promotion et pourrait prétendre à une carrière de juge.
Tout change lorsque Jack « Boy » Barrett (Peter McEnery) l'appelle par son nom en plein travail. Le passé le rattrape alors. C'est un de ses anciens amants, qui avait volé deux mille trois cent livres à l'entreprise où il travaillait et qui est désormais recherché par la police. De peur qu'il ne soit découvert et privé de sa carrière promise, Melville Farr refuse de l'aider.
Ne trouvant aucun soutien, Jack est arrêté et refuse de révéler ce qu'il a fait de l'argent, avant de se suicider par pendaison dans une cellule au commissariat.
Ayant appris cette nouvelle, Melville est bouleversé et décide de poursuivre la trace des maîtres-chanteurs, et finit par être victime d'un groupe de ces derniers. En dépit des articles qui ne manqueront pas de paraître dans la presse à scandale et qui détruiront sa carrière, il accepte d'aider la police.

## Fiche technique
- Scénario : Janet Green et John McCormick
- Décors : Alex Vetchinsky
- Photographie : Otto Heller
- Montage : John D. Guthridge
- Musique : Philip Green
- Production : Michael Relph, Basil Dearden (coproducteur)
- Société de distribution :  The Rank Organisation ;  Carlotta Films
- Format : Noir et blanc - 1,85:1 - Dolby Digital - 35 mm
- Langue : anglais

## Distribution
- Dirk Bogarde : Melville Farr
- Sylvia Syms : Laura Farr, l'épouse de Melville
- Alan MacNaughtan (en) : Scott Hankin, le frère de Laura (crédité Alan MacNaughton)
- Peter McEnery : Jack « Boy » Barrett
- Donald Churchill (en) : Eddy Stone
- Anthony Nicholls (en) : lord Charles Fullbrook
- Peter Copley (en) : Paul Mandrake, le photographe
- Dennis Price : Calloway, l'acteur
- Charles Lloyd Pack (en) : Henry, le coiffeur
- Norman Bird : Harold Doe, le libraire
- Margaret Diamond : miss Benham, l'employée de Doe
- Nigel Stock : Phip Mortimer, le vendeur de voitures
- Derren Nesbitt : Sandy Youth
- Hilton Edwards (en) : P.H., l'aveugle
- David Evans : Mickey, l'associé de P.H.
- Noel Howlett : William Patterson, l'assistant de Farr
- John Barrie (en) : le détective inspecteur Harris
- John Cairney (en) : le sergent Bridie
- Alan Howard (en) : Frank Jefferies, un vieil ami de Barrett
- Dawn Beret : Sylvie Jefferies, la femme de Frank
- Mavis Villiers (en) : Madge
- Frank Pettitt (en) : le barman

## Autour du film
- Lorsque le producteur Michael Relph et le cinéaste Basil Dearden contactèrent Dirk Bogarde en 1960 pour la première fois, ils lui firent savoir que de nombreux acteurs avaient refusé de participer au projet en raison du caractère à l'époque scandaleux du synopsis. Dirk Bogarde avait alors 39 ans et était probablement la vedette préférée des Britanniques. Il avait joué des personnages de soldats héroïques (The Sea Shall Not Have Them, Ill Met by Moonlight), il avait tenu le rôle principal dans la série Doctor in the House qui avait remporté un immense succès ; il avait joué les jeunes premiers dans des films tels que A Tale of Two Cities tiré du roman de Charles Dickens. Il avait également entamé une carrière à Hollywood en acceptant le rôle de Liszt dans Song Without End. Dirk Bogarde était homosexuel et vivait en couple avec Tony Forwood, se forçant à paraître régulièrement en public au bras de femmes séduisantes pour faire illusion.
- Dirk Bogarde semble avoir accepté sans hésitation de jouer le rôle de Melville Farr. Sylvia Syms accepta également le rôle de l'épouse que plusieurs actrices venaient de refuser. Le scénario de Victime était pourtant un compromis. Melville Farr est présenté comme un mari fidèle et aimant, qui a tourné la page sur ses activités homosexuelles. Le couple survit d'ailleurs à l'épreuve, même si la carrière de Melville Farr est brutalement interrompue. L'acteur joua le rôle avec beaucoup de sensibilité, mais il n'avoua jamais qu'il partageait l'homosexualité de Melville Farr. Ce film marqua cependant un tournant dans sa carrière, et ouvrit la voie aux rôles de la maturité notamment dans  The Servant, Darling, Modesty Blaise, Accident, Justine, Les Damnés, Mort à Venise et Portier de nuit.
- Jusqu'au rapport Wolfenden de 1957, l'homosexualité entre adultes consentants était interdite par la loi en Grande-Bretagne. Il y avait des mises en examen et les journaux se faisaient l'écho des débats juridiques. Néanmoins la police elle-même n'appliquait plus strictement des lois qui paraissaient dépassées et dont l'esprit violait les libertés publiques. Mais cette bienveillance policière n'empêchait pas les menaces de chantage.
- Aux États-Unis, La Victime ne fut jamais projeté dans les plus grandes salles de cinéma parce que la Production Code Administration (PCA) refusa d'accorder une classification au film[réf. souhaitée].

## Récompenses et distinctions

### Nominations
- Lion d'or (1961) pour le meilleur film.
- BAFTA (1962) pour Meilleur acteur pour Dirk Bogarde et pour Meilleur scénario de Janet Green et John McCormick.